# Yongning (cheval)
Pour les articles homonymes, voir Yongning.
Le Yongning est une race de poneys chinois, appartenant au groupe du poney du Yunnan. Comme la plupart des petits chevaux de montagne, il est destiné tant à la selle qu'au bât. La race n'est pas menacée, comptant environ 4 500 chevaux en 2005.

## Histoire
Il est aussi nommé « Yongning tibétain », Ning Ma Yong, 永宁马, et Ala Ning. Il constitue l'une des races de petits chevaux de montagne propres au plateau tibétain.

## Description
La base de données DAD-IS cite une taille moyenne de 1,21 m chez les femelles et 1,20 m chez les mâles. Le guide Delachaux indique une moyenne de 1,22 m. 
Le modèle est solide, avec une bonne masse corporelle. La tête, de profil légèrement convexe, est plutôt courte et lourde, avec de grands yeux, et surmontée de petites oreilles. L'encolure est courte, épaisse et musclée. Le garrot est bien sorti, le dos court. La croupe est inclinée. Les jambes sont courtes, terminées par des sabots durs.
La robe est le plus souvent baie, alezane, noire ou grise. 
Le Yongning est très rustique, pouvant vivre en extérieur toute l'année,. Il possède une grande endurance.

## Utilisations
La race est utilisée au bât, sous la selle, et pourrait avoir un avenir dans l'accompagnement des randonneurs en trekking. 

## Diffusion de l'élevage
Le Yongning est enregistré dans la base de données DAD-IS comme une race chinoise locale. Il est propre au Nord du Lijiang, à la région de Shangri-La et à la Préfecture autonome tibétaine de Diqing, dans le Nord-Ouest du Yunnan, en Chine.
L'étude menée par Rupak Khadka, de l'université d'Uppsala, pour la FAO en 2010, le considère comme une race de chevaux asiatique locale, qui n'est pas menacée d'extinction ; l'évaluation de la FAO réalisée en 2007, avait déjà signalé l'absence de menace. 
En 2005, il restait au plus 4 520 individus recensés, la tendance étant stable. DAD-IS indique le niveau de menace (2018) comme étant inconnu.